# 魂魄
魂魄（こんぱく）は、中国の道教や伝統中国医学における霊についての概念である。
転じて、死者の霊を意味することもある。

## 道教の魂魄
中国の道教では魂と魄（はく）という二つの異なる存在があると考えられていた。魂は精神を支える気、魄は肉体を支える気を指した。合わせて魂魄（こんぱく）とも言う。魂と魄は易の思想と結びつき、魂は陽に属して天に帰し（魂銷）、魄は陰に属して地に帰すと考えられていた。

### 三魂七魄
民間では、三魂七魄の数があるとされる。
三魂にはいくつかの説があり、
- 「天魂（死後、天に向かう）、 地魂（死後、地に向かう）、 人魂（死後、墓場に残る）」
- 「胎光、爽霊、幽精」
- 「主魂、覺魂、生魂」
- 「元神、陽神、陰神」
- 「天魂、識魂、人魂」

などとされ、七魄も複数の説があって
- 「喜び、怒り、哀しみ、懼れ、愛、惡しみ、欲望」
- 「尸狗、伏矢、雀阴（陰）、容贼（吝賊）、非毒、除秽（陰穢）、臭肺」

からなるとされる。
また、殭屍（キョンシー）は、魂が天に帰り魄のみの存在とされる。

## 儒学における魂魄現象の解釈
儒学（すなわち公式な学問）の解釈では、張載（11世紀）の鬼神論を読んだ朱子の考察として、世界の物事の材料は気であり、この気が集まることで、「生」の状態が形成され、気が散じると「死」に至るとした上で、人間は気の内でも、精（すぐ）れた気、すなわち「精気」の集まった存在であり、気が散じて死ぬことで生じる、「魂は天へ昇り、魄は地へ帰る」といった現象は、気が散じてゆく姿であるとした。この時、魂は「神」に、魄は「鬼」と名を変える（三浦国雄『朱子集』朝日新聞社）。この「魂・魄」から「神・鬼」への名称変更は、気の離合集散の原理の解釈によるもので、気がやって来るのは「伸」の状態であり、気が去っていくのは「屈」の状態であるとして、気の集散＝気の伸屈・往来と定義したことから、「神」は「伸」（シン）に通じ、「鬼」は「帰」（キ）に通じ、元へ戻る＝「住」（向こうへ行く）となる。ここに、鬼神＝気の集散の状態＝魂魄と至る。
「気は必ず散るものであり、二度と集まることはない」と儒学では定義しているが、これは仏教における輪廻転生という再生産を否定するためのものである。ただし、子孫が真心を尽くして祀る時、子孫（生者）の気と通じ感応することで、この世に「招魂」されるとする。一度、散じた気＝魂魄は集まらないとしつつも、招魂の時は特別とする、この一見して矛盾した解釈こそ重要であり、この説明がなければ、祭祀の一事を説明できなくなるためである。この現象に関して、後藤俊瑞は「散じた気が大気中に残存し、再び集まり来ることを許容するものである」としたが、この矛盾した解釈をめぐっては、日本の朱子学者を悩ませる種となり、林羅山に至っては、「聖人が祭祀を設けたために、鬼神（＝魂魄）の有無を半信半疑（中立的な立場）にならざるをえない」としている（『林羅山文集』巻三十五・祭祀鬼神）。これが因となって、日本近世では、無鬼論者（伊藤仁斎）と有鬼論者（荻生徂徠）に分かれた。

## 伝統中国医学における魂と魄

### 魂
伝統中国医学において、魂とは、肝に宿り、人間を成長させて行くものであり、また、心を統制する働きだとされている。漢字の部首は「鬼」であるが、この「鬼」が現在の「霊」とほぼ同じ意味で、頭にまだ少し毛が残っている白骨死体の象形文字である。左の云は、「雲」と同じで、形のないもの、掴み所の無いものの意味である。魂が強くなると、怒りっぽくなるとされる。

### 魄
「魄」のほうは、文字通り白骨死体を意味する文字で、人間の外観、骨組み、また、生まれながらに持っている身体の設計図という意味がある。五官の働きを促進させ、成長させる作用があるとされる。肺に宿り、強すぎると物思いにふけるとされる。外観という意味では、「落魄（らくはく、落ちぶれて見てくれまでひどく悪くなる）の語がよくそれを表している。